# Albinus
Albinus is een cognomen - vooral populair in de gens Postumia - of een agnomen dat betekent: "witachtig".
Bekende dragers van dit cognomen of agnomen zijn:
- Aulus Postumius Albinus (doorverwijspagina)
- Albinus van Angers (?-550), heilige
- Bernhard Friedrich Albinus (1653-1721), professor in de geneeskunde [Frankfurt & Leiden]
- Bernhard Siegfried Albinus (1697-1770), professor in de anatomie en geneeskunde [Leiden]
- Frederick Bernhard Albinus (1715-1778), professor in de anatomie [Leiden]
- Spurius Postumius Albinus
- Decimus Clodius Septimius Albinus
- Lucceius Albinus, procurator van Judea (62-64) en Mauretania Caesariensis (64-69)